# Sanbao (sockenhuvudort i Kina, Heilongjiang Sheng, lat 45,76, long 127,67)
Sanbao (kinesiska: 三宝, 三宝乡) är en sockenhuvudort i Kina. Den ligger i provinsen Heilongjiang, i den nordöstra delen av landet, omkring 80 kilometer öster om provinshuvudstaden Harbin. Antalet invånare är 27 679. Befolkningen består av 13 476 kvinnor och 14 203 män. Barn under 15 år utgör 14,0 %, vuxna 15-64 år 78 %, och äldre över 65 år 6,0 %.
Runt Sanbao är det ganska tätbefolkat, med 144 invånare per kvadratkilometer. Närmaste större samhälle är Binzhou, 14,6 km väster om Sanbao. Trakten runt Sanbao består till största delen av jordbruksmark.
Genomsnittlig årsnederbörd är 853 millimeter. Den regnigaste månaden är juli, med i genomsnitt 166 mm nederbörd, och den torraste är januari, med 10 mm nederbörd.